# 4618 Shakhovskoj
4618 Shakhovskoj (1977 RJ3) là một tiểu hành tinh vành đai chính được phát hiện ngày 12 tháng 9 năm 1977 bởi N. S. Chernykh ở Nauchnyj.